# Françoise Charpiat
Françoise Charpiat est une scénariste et réalisatrice française.

## Biographie
Françoise Charpiat a travaillé comme scénariste de nombreuses séries télévisées à partir de 1994. Elle a réalisé un premier long métrage, Cheba Louisa, sorti en 2013.

## Filmographie

### Scénariste
- 1994 : Papa revient demain
- 1996 : Les Babalous (série)
- 1997 : La Grande Chasse de Nanook (série d'animation)
- 2003 : Saison 1 de Code Lyoko (série d'animation) (épisode 2 : Le voir pour le croire)
- 2007 : Saison 7 de Famille d'accueil (épisode 6 : Âge tendre)
- 2008 : Inami (série d'animation)
- 2016 : Ne m'abandonne pas, téléfilm de Xavier Durringer
- 2019 : La Maladroite, téléfilm d'Eléonore Faucher
- 2019 : Un homme parfait, téléfilm de Didier Bivel
- 2022 : La Vie devant toi, téléfilm de Sandrine Veysset

### Réalisatrice
- 2008 : Oh, my god (court métrage)
- 2013 : Cheba Louisa

## Distinctions
- Prix média ENFANCE majuscule 2020 Catégorie Fiction pour Un homme parfait

- Prix média ENFANCE majuscule 2020 (mention) Catégorie Fiction pour La Maladroite